# William Christian
William David Christian, detto Bill (Warroad, 28 gennaio 1938), è un ex hockeista su ghiaccio statunitense.

## Palmarès

### Olimpiadi invernali
- Oro a Squaw Valley 1960.